# Heniochos
Heniochos (IV/III wiek p.n.e.) – grecki komediopisarz, reprezentant średniej komedii attyckiej. Zachowały się fragmenty jego dzieł, jeden z nich zawiera debatę nad ustrojem politycznym.